# 이산초등학교
이산초등학교는 대한민국 경상북도 영주시 이산면 석포리에 있는 공립 초등학교이다.

## 학교 연혁
- 1934년 12월 10일 이산공립보통학교(4년제) 개교설립인가 11월 5일
- 1938년 4월 1일 이산공립심상소학교로 개칭[1]
- 1939년 4월 1일 6년제로 개편
- 1941년 4월 1일 이산공립국민학교로 개칭[2]
- 1994년 3월 1일 병설유치원 개원
- 1994년 3월 1일 이산동부국민학교 통합
- 1996년 3월 1일 이산초등학교로 개칭[3]
- 1999년 9월 1일 백룡초등학교 통합
- 2013년 12월 7일 2013년 미래학교 선정(한국교육개발원, SBS)
- 2020년 2월 7일 제83회 졸업(졸업생 총수 3,993명)
- 2020년 3월 1일 초등학교 7학급(특수학급 1학급 포함), 병설유치원 1학급 편성
- 2020년 9월 1일 제26대 문영숙 교장 부임

## 학교 상징
- 교화 - 불두화 : 넓은 잎의 불두화 나무에 피며, 순백색은 깨끗함을 뜻하고, 작은 꽃이 무리지어 큰 꽃을 이룸은 협동성을, 둥근 모양은 원만함을 가르쳐준다.
- 교목 - 소나무 : 늘 푸르고 바늘잎인 소나무는 전국에 걸쳐 자라고 있으며, 늘 푸르름은 인내심을, 곧은 잎은 정직성을, 전국에 퍼져 자람은 화합과 협동심을 가르쳐 준다.
- 교조 - 까치 : 둥지를 중심으로 한 곳에서 사철을 사는 [텃새]로서 임목의 해충을 잡아먹는 익조이기도 하다. 성실한 사람을 돕는다는 선행자의 역할을 맡고 있다.
- 캐릭터 - 솔찬이와 송송이 : 2017년 10월에 태어난 이산초등학교의 캐릭터. 이산초등학교의 상징인 소나무를 형상화하였다.
  - 솔찬이(남) - 소나무처럼 푸르고 옹골찬 기상을 가짐.
  - 솔송이(여) - 소나무 송이처럼 나눔을 실천하고 아름다움.

## 참고 자료
- 이산초등학교 - 한국교육학술정보원 학교알리미